# Franciszek Wieczorkowski
Franciszek Kazimierz Wieczorkowski (ur. 25 września 1842 w Klimkiewiczowie, zm. 7 października 1937 w Skarżysku-Kamiennej) – powstaniec styczniowy.
Urodził się w 1842 jako syn Kazimierza i Barbary. Jako żołnierz brał udział w powstaniu styczniowym. Służył w szeregach oddziałów Mariana Langiewicza i Józefa Hauke-Bosaka. Został ranny. Aresztowany przez Rosjan został zesłany na Sybir.
Po powrocie z tułaczki zamieszkał w Skarżysku-Kamiennej. Jego żoną została Maria z domu Szczepańska, z którą miał cztery córki i syna.
Po odzyskaniu przez Polskę niepodległości w okresie II Rzeczypospolitej został awansowany na stopień podporucznika weterana.
Zmarł w Skarżysku-Kamiennej. Został pochowany na cmentarzu na Bzinie.

## Ordery i odznaczenia
- Krzyż Niepodległości z Mieczami – 8 listopada 1930 „za pracę w dziele odzyskania niepodległości”[2]